# حسین حزین بروجردی

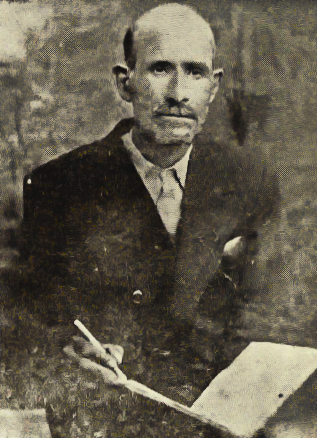
نگاره‌ای از حسین حزین بروجردی، شاعر و مداح

حسین حزین بروجردی (تولد: ۱۳۲۷ قمری) شاعر مرثیه سرا و مورخ معاصر اهل بروجرد.
وی اشعاری در مدح و رثای چهارده معصوم و سایر موضوعات دارد و در اشعار خود با عنوان حزین تخلص می‌کرده است. تذکره حزین از معروفترین آثار وی است که شرح حال شاعران، نویسندگان، روحانیون و حاکمان محلی بروجرد را دربردارد و از منابع تاریخی معتبر دربارهٔ بروجرد است.

## زندگی
حسین حزین در ۱۳۲۷ قمری در محله حاج ظهرابی در کوی دودانگه شهر بروجرد متولد شد و در همان شهر درگذشت و در گورستان جهان‌آباد (بهشت شهدا) دفن شد. وی به هنگام جوانی به مدت ده سال با پای پیاده مسافرتهای متعددی نمود و از این راه، مشایخ طریقت و علماء شریعت را ملاقات کرد.

## آثار
- دیوان قصاید ادبی
- دیوان غزلیات
- چکامه‌های پارسی سر
- مثنوی «مرصدالاسرار» در وقایع کربلا
- دوبیتی‌های «سوز و گداز»
- دیوان مدایح و مراثی ائمه اطهار
- تذکره حزین دربارهٔ شاعران، حاکمان و تاریخ بروجرد[۲]